# BD-R
BD-R (Blu-Ray Grabable por sus siglas en inglés, Blu-ray Disc Recordable) se refiere a dos tecnologías de grabación directo al disco que pueden ser grabado en un Blu-ray con una grabadora del formato ya mencionado.
Los discos BD-R pueden grabarse una vez, mientras que BD-RE (Blu-ray Regrabable, por sus siglas en inglés Blu-ray Disc Recordable Erasable) se puede borrar y volver a grabar varias veces. Las capacidades de disco son 25 GB para discos de una capa, 50 GB para discos de doble capa, 100 GB ("XL") para triple capa y 128 GB para cuádruple capa (este último sólo en un BD-R).
La velocidad mínima a la que se puede escribir un disco Blu-ray es de 36 megabits (4,5 megabytes) por segundo.

## Versiones
Hay cinco versiones de BD Regrabable (BD-RE) y cuatro versiones de BD Grabable (BD-R). Cada versión incluye tres Partes (también conocido como Libros): Especificaciones básicas de formato, especificaciones del sistema de archivos, especificaciones básicas de audiovisual. Cada parte tiene sub-versiones (por ejemplo, la especificación de formato R2 incluye Parte 3: Especificaciones audiovisuales básicas Ver.3.02, Parte 2: Especificaciones del sistema de archivos Ver. 1.11, Parte 1: Especificaciones básicas del formato Ver 1.3).
| Datos              | Versión Regrabable | Versión Grabable | Por Partes     | Por Partes     | Por Partes                | Cambios |
| Datos              | Versión Regrabable | Versión Grabable | Parte 1        | Parte 2        | Parte 3                   | Cambios |
| ------------------ | ------------------ | ---------------- | -------------- | -------------- | ------------------------- | --- |
| 2002               | 1.0                |                  | RE V1.0        | RE V1.0        | RE V1.0                   | - Sistema de Archivos BD (SABD), pero incompatible con las computadoras de la época. - Formato de Audio y Video BD (BD de Audio/BD de Video). - Protección de Contenido BD (PCBD).                                                  |
| 2005               | 2.0                | 1.0              | RE V2.1 R V1.3 | RE V2.1 R V1.1 | RE V2.1                   | - Nuevo UDF 2.5 sistema de archivos para uso informático; UDF 2.6 también disponible para BD-R. - Utiliza AACS. - Formatos híbridos (inaplicable a los discos grabables, los BD-R). - Nuevo Formato Físico: BD-R LTH (bajo a alto). |
| Septiembre de 2006 | 3.0                | 2.0              | RE V2.1 R V1.3 | RE V2.1 R V1.1 | RE V3.0 + ROM V2.4 (BDMV) | - Nuevos discos del tamaño de videocámara de aproximadamente 8 cm. - "Videocámara" agregada a las categorías de productos. - Formato de aplicación BDP (BD de Películas).                                                           |
| Junio de 2010      | 4.0                | 3.0              | RE V3.0 R V2.0 | RE V3.0 R V2.0 | RE V4.0 + RE V2.1         | Nueva Definición del BDXL: - Disco BD-RE (Regrabable) y BD-R (Grabable) de varias capas BDAV con velocidades de 2× y 4×. - Una capacidad de 100GB. - "Dispositivo profesional" agregado a las categorías de los productos BD.       |
| Diciembre de 2017  | 5.0                | 4.0              | RE V3.1 R V2.2 | RE V4.0 R V3.0 | RE V5.0                   | Expansiones del BDXL: - Nueva capacidad de BD-R hasta de 128GB. - Soporte de grabación de transmisión Ultra HD. |

## Velocidad de Grabación
Desde diciembre de 2017, las siguientes velocidades se ven en las especificaciones de Blu-Ray para los discos Grabables y Regrabables:
| Velocidad de Conducción | Velocidad de Datos | Velocidad de Datos | Velocidad de Datos | 25GB BD-R & BD-RE Tiempo de Escritura | 50GB BD-R DL & BD-RE DL (25GB/en capa) Tiempo de Escritura | 100GB BR-R XL TL & BD-RE XL TL (33GB/en capa) Tiempo de Escritura |
| ----------------------- | ------------------ | ------------------ | ------------------ | ------------------------------------- | ---------------------------------------------------------- | ----------------------------------------------------------------- |
| 1×                      | 36 Mbit/s          | 4.5 MB/s           | 4.29 MiB/s         | ~95 min.                              | ~190 min.                                                  | ~380 min.                                                         |
| 2×                      | 72 Mbit/s          | 9 MB/s             | 8.58 MiB/s         | ~47 min.                              | ~94 min.                                                   | ~188 min.                                                         |
| 4×                      | 144 Mbit/s         | 18 MB/s            | 17.17 MiB/s        | ~24 min.                              | ~48 min.                                                   | ~96 min.                                                          |
| 6×                      | 216 Mbit/s         | 27 MB/s            | 25.75 MiB/s        | ~16 min.                              | ~32 min.                                                   | ~64 min.                                                          |
| 8x                      | 288 Mbit/s         | 36 MB/s            |                    | ~11.25 min.                           | ~22.5 min.                                                 |                                                                   |
| 10x                     | 360 Mbit/s         | 45 MB/s            |                    | ~9 min.                               | ~18 min.                                                   |                                                                   |
| 12x                     | 432 Mbit/s         | 54 MB/s            |                    | ~7.5 min.                             | ~15 min.                                                   |                                                                   |
| 14x                     | 504 Mbit/s         | 63 MB/s            |                    | ~6.5 min.                             | ~13 min.                                                   |                                                                   |
| 16x                     | 576 Mbit/s         | 72 MB/s            |                    | ~5.7 min.                             | ~11.5 min.                                                 |                                                                   |

Las velocidades 2× son obligatorias para todos los formatos, siendo 4× y 6× opcionales para medios BD-R que no sean XL. Desde BD-RE 5.0 hasta BD-R 4.0, una velocidad de lectura de 4× es obligatoria para el soporte UHD.
Nota: Hay que agregar un tiempo adicional para la fase de verificación del disco y tiempo para borrar el disco en el caso del BD-RE.

## Precio
A partir de abril de 2018 (precio aproximado):
- Manejo de los BD-R y los BD-RE 50 dólares y con precios más altos.
- Disco BD-R 6× (25 GB) 0.42 dólares, cada uno en cantidad.
- Disco BD-R 10× (25 GB) 2.04 yuanes, cada uno de cantidad.
- Disco BD-R DL 6× (50 GB) 1.64 dólares en cantidad.
- Disco BD-RE 2× (25 GB) 0.82 dólares en cantidad.
- Disco BD-RE DL 2× (50 GB) 3.15 dólares en cantidad.
- Disco BD-R XL 4× (100 GB) 5 dólares en cantidad.
- Disco BD-RE XL 4× (100 GB) 11 dólares en cantidad.

## Mecanismos de Grabación
En lugar de los pozos y tierras que se encuentran en los discos preimpresos, pregrabados y replicados, los discos BD-R y BD-RE contienen ranuras que contienen una frecuencia de oscilación que se utiliza para ubicar la posición del láser de lectura o escritura en el disco. BD-R tiene una Calibración de Potencia Óptima (CPÓ) o Zona de Prueba, que se utiliza para calibrar (ajustar finamente) la potencia del láser de escritura antes y durante la escritura, y también tiene una Zona de Calibración de Unidad (ZCU) en el borde exterior del disco, para la calibración opcional de alta velocidad. La calibración es necesaria para permitir ligeros defectos de fabricación, reduciendo o eliminando por completo los discos y unidades rechazados, reduciendo los costos y eliminando el posible desperdicio.
La siguiente información describe los diferentes tipos de capas de grabación que se pueden usar en los discos BD-R y BD-RE.

### BD-R AaB (Alto a Bajo)
Los discos BD-R "normales" usan un compuesto (o, en el caso de BD-RE, una aleación de cambio de fase) que disminuye su reflectividad en la grabación, es decir, "Alto a bajo". Sony, por ejemplo, usa un compuesto inorgánico que se divide en dos componentes laminares con baja reflectividad. Los compuestos utilizados pueden incluir nitruro de bismuto (NBi), nitruro de germanio (Ge3N4) dopado de paladio, y telurio de suboxido. Alternativamente, se puede usar un par de capas con aleación de cobre y silicio que se combinan en la grabación. Similar al CD-RW y al DVD-RW, una aleación de transición de fase (a menudo el GeSbTe o el InAgTeSb, son de Siliciuro de Cobre (SiCu) u otras aleaciones también se pueden usar, como MABL patentado de Verbatim) se usa para los discos BD-RE. La fusión del material con un haz de alta potencia lo convierte en un estado amorfo con baja reflectividad, mientras que el calentamiento a una potencia menor lo borra nuevamente a un estado cristalino con alta reflectividad.
En los discos BD-RE, las capas de datos están rodeadas por un par de capas dieléctricas de dióxido de Zinc/Azufre/Silicio. Una capa espaciadora adhesiva y una capa semirreflectante se utilizan para discos multicapa. Las capas de grabación y dieléctricas se depositan utilizando Sputtering. En discos BD-RE multicapa, cada capa de grabación GeSbTe es progresivamente más delgada. Entonces, la primera capa (C0) tiene un grosor de 10 nm, C1 tiene un grosor de 7.5 nm, C2 tiene un grosor de 6 nm, y así sucesivamente. Las capas reflectantes de aleación de plata que están detrás de cada capa de grabación también se vuelven progresivamente más delgadas, por lo que la capa de plata C0 tiene un grosor de 100 nm, la capa de C1 tiene un grosor de 9 nm, la capa de C2 tiene un grosor de 7 nm, y así sucesivamente. Las capas de separación que separan las capas de grabación entre sí también se vuelven progresivamente más delgadas.

### BD-R BaA (Bajo a Alto)
BD-R BaA es un formato de grabación de disco Blu-ray que presenta una capa de grabación de tintes orgánicos de los CD-R. "Bajo a Alto" se refiere a la reflectividad que cambia de baja a alta durante el proceso de grabación, que es lo contrario de los Blu-rays normales, cuya reflectividad cambia de alta a baja durante la escritura. La ventaja de los BD-R BaA es que puede proteger la inversión de un fabricante en equipos de fabricación DVD-R/CD-R porque no requiere invertir en nuevas líneas de producción y equipos de fabricación. En cambio, el fabricante solo necesita modificar el equipo actual. Se espera que esto reduzca el costo de fabricación de discos.
Los viejos reproductores y grabadoras de Blu-ray no pueden utilizar el BD-R BaA; sin embargo, una actualización de firmware puede permitir que los dispositivos accedan al BD-R BaA. Panasonic lanzó dicha actualización de firmware en noviembre de 2007 para sus modelos DMR-BW200, DMR-BR100 y MR-BW900/BW800/BW700. Se esperaba que Pioneer enviara las primeras unidades de BD-R BaA en la primavera de 2008. Sony actualizó el firmware de PlayStation 3 permitiendo la lectura de los BD-R BaA en marzo de 2008.
En 2011, el Ministerio de Cultura y Comunicación de Francia realizó un estudio sobre la idoneidad del archivo de datos de los discos BaA (Bajo a Alto) en comparación con los discos AaB (Alto a Bajo). Los datos que recopilaron indicaron que la calidad general de los discos BaA es peor que los discos AaB.